# Хагери (деревня)
Ха́гери (эст. Hageri) — деревня в волости Кохила уезда Рапламаа, Эстония. 

## География и описание
Расположена в 6 км западнее волостного центра — посёлка Кохила. Примыкает к одноимённому посёлку. Высота над уровнем моря — 73 метра.
Официальный язык — эстонский. Почтовый индекс — 79706.

## Население
По данным переписи населения 2011 года, в деревне проживали 128 человек, из них 114 (89,1 %) — эстонцы.
По данным переписи населения 2021 года, в деревне насчитывалось 136 жителей, из них 125 (91,9 %) — эстонцы.
Численность населения деревни Хагери по данным переписей населения:
| Год  | 1959 | 1970 | 2000  | 2011  | 2021  |
| ---- | ---- | ---- | ----- | ----- | ----- |
| Чел. | 83   | ↘ 54 | ↗ 117 | ↗ 128 | ↗ 136 |

## История
Первые сведения о деревне Хагери относятся к 1241 году, когда в Хагери уже была церковь, в 500 метрах к северу от которой сейчас находится крупнейшее в Кохилаской волости кладбище.
В 1977–1997 годах деревня Хагери была объединена с посёлком Хагери.
В 1997—1998 годах частью деревни Хагери была деревня Пыйкма.